# Thunstetten
Thunstetten is een gemeente en plaats in het Zwitserse kanton Bern, en maakt deel uit van het district Oberaargau.
Thunstetten telt 3.066 inwoners.